# Roine Söderlundh
Roine Söderlundh född 12 november 1966, svensk dansare, koreograf och regissör. Utbildad vid bland annat Balettakademin i Stockholm. Han har fyra gånger tilldelats Guldmasken för Bästa koreografi; för West Side Story, Showstoppers, Grease och Singin' in the rain.

## Teater

### Koreografi
| År        | Produktion                                                                         | Upphovsmän                                                                             | Regi                            | Teater                               |
| --------- | ---------------------------------------------------------------------------------- | -------------------------------------------------------------------------------------- | ------------------------------- | ------------------------------------ |
| 1997      | West Side Story                                                                    | Leonard Bernstein, Stephen Sondheim, Arthur Laurents                                   | Richard Herrey                  | Oscarsteatern                        |
| 2000      | Lorden från gränden Me and My Girl                                                 | L. Arthur Rose och Noel Gay                                                            | Thomas Ryberger                 | Intiman                              |
| 2001      | Showstoppers                                                                       | Hans Marklund, Roine Söderlundh                                                        | Hans Marklund, Roine Söderlundh | Göta Lejon                           |
| 2001      | En kul grej hände på väg till Forum A Funny Thing Happened On The Way To The Forum | Stephen Sondheim, Burt Shevelove och Larry Gelbart                                     | Staffan Aspegren                | Östgötateatern                       |
| 2002      | Lorry, revy                                                                        | Peter Dalle                                                                            | Peter Dalle                     | Oscarsteatern                        |
| 2002      | Pippi Långstrump                                                                   | Astrid Lindgren                                                                        | Staffan Götestam                | Göta Lejon                           |
| 2003      | Victor/Victoria                                                                    | Blake Edwards, Leslie Bricusse, Henry Mancini och Frank Wildhorn                       | Anders Aldgård                  | Oscarsteatern                        |
| 2003      | Sound of Music                                                                     | Richard Rodgers och Oscar Hammerstein Översättning Staffan Götestam och Erik Fägerborn | Staffan Aspegren                | Göteborgsoperan                      |
| 2005      | Kiss Me, Kate                                                                      |                                                                                        |                                 | Göteborgsoperan                      |
| 2006      | Cabaret                                                                            | John Kander, Fred Ebb och Joe Masteroff                                                | Johan Wahlström                 | Tyrol Senare flyttad till Rondo      |
| 2006      | Singin' in the rain                                                                | Betty Comden, Adolph Green, Arthur Freed och Nacio Herb Brown                          | Bo Hermansson                   | Oscarsteatern                        |
| 2006      | Grease                                                                             |                                                                                        |                                 | Göta Lejon                           |
| 2006      | Oscars 100-årsjubileum                                                             |                                                                                        | Hans Marklund                   | Oscarsteatern                        |
| 2007      | Rivierans Guldgossar Dirty, Rotten Scoundrels                                      | David Yazbek och Jeffrey Lane                                                          | Bo Hermansson                   | Cirkus, Stockholm                    |
| 2008      | Showbusiness: A Hollywood tribute                                                  |                                                                                        | Roine Söderlundh                | Grand Hôtel, Stockholm Oscarsteatern |
| 2009      | De tre musketörerna                                                                |                                                                                        | Alexander Mörk Eidem            | Stockholms Stadsteater               |
| 2009      | Tiggarens opera The Beggar's Opera                                                 | John Gay Bearbetning av Johan Wahlström och Ulf Dageby                                 | Johan Wahlström                 | Helsingborgs stadsteater             |
| 2010      | Sommarnattens leende A Little Night Music                                          | Stephen Sondheim och Hugh Wheeler                                                      | Tobias Theorell                 | Stockholms stadsteater               |
| 2010      | Sugar - I hetaste laget Sugar                                                      | Jule Styne, Bob Merrill och Peter Stone                                                | Bo Hermansson                   | Oscarsteatern                        |
| 2011      | Paraplyerna i Cherbourg                                                            | Jacques Demy och Michel Legrand                                                        | Alexander Mørk-Eidem            | Stockholms stadsteater               |
| 2012      | La cage aux folles                                                                 | Jerry Herman och Harvey Fierstein                                                      | Peter Dalle                     | Oscarsteatern                        |
| 2012      | Sweeney Todd                                                                       | Stephen Sondheim och Hugh Wheeler                                                      | Tobias Theorell                 | Stockholms Stadsteater               |
| 2013      | La cage aux folles                                                                 | Jerry Herman och Harvey Fierstein                                                      |                                 | Göteborgsoperan                      |
| 2013      | Spök                                                                               | Björn Skifs, Bengt Palmers                                                             | Pernilla Skifs                  |                                      |
| 2014      | Rebecca                                                                            | Sylvester Levay och Michael Kunze Översättning Eva Åkerberg                            | Åsa Melldahl                    | Malmö Opera                          |
| 2014      | Chicago                                                                            | Fred Ebb, John Kander, Bob Fosse                                                       | Roine Söderlundh                | Kulturhuset Stadsteatern             |
| 2015      | Paraplyerna i Cherbourg                                                            | Jacques Demy och Michel Legrand                                                        | Alexander Mørk-Eidem            | Kulturhuset Stadsteatern             |
| 2015      | Top Hat                                                                            | Irving Berlin, Dwight Taylor, Allan Scott                                              | Sissela Kyle, Roine Söderlundh  | Malmö Opera                          |
| 2016      | Mamma Mia! – The party                                                             | Calle Norlén, Björn Ulvaeus och Roine Söderlundh                                       | Roine Söderlundh                | Restaurang Tyrol                     |
| 2016      | Billy Elliot                                                                       | Lee Hall och Elton John Översättning Calle Norlén                                      | Ronny Danielsson                | Malmö Opera                          |
| 2017      | Glada änkan                                                                        |                                                                                        | Ole Anders Tandberg             | Kungliga Operan                      |
| 2017      | Billy Elliot                                                                       | Lee Hall och Elton John Översättning Calle Norlén                                      | Ronny Danielsson                | Kulturhuset Stadsteatern             |
| 2018      | Godspell                                                                           | Stephen Schwartz Översättning Sven Hugo Persson                                        | Roine Söderlundh                | Malmö Opera                          |
| 2018      | On The Town                                                                        | Betty Comden, Adolph Green och Leonard Bernstein                                       | Roine Söderlundh                | Kulturhuset Spira                    |
| 2020      | Det stora teaterkalaset                                                            | Sissela Kyle, Roine Söderlundh, Calle Norlen                                           | Sissela Kyle                    | Kulturhuset Stadsteatern             |
| 2021      | She loves me                                                                       | Joe Masteroff, Jerry Book och Sheldon Harnick Översättning Calle Norlén                | Roine Söderlundh                | Kulturhuset Spira                    |
| 2021-2022 | Charlie and the Chocholate Factory                                                 | Av Roald Dahl, Book David Greig, music Marc Shaiman, lyrics Shaiman and Scott Wittman  | Rune David Grue                 | Aarhus Teater                        |

### Regi
| År        | Produktion                        | Upphovsmän                                                                                           | Teater                                |
| --------- | --------------------------------- | --- | ------------------------------------- |
| 2007      | Footloose                         | Tom Snow, Dean Pitchford och Walter Bobbie                                                           | Stora Teatern/ Intiman                |
| 2008      | Showbusiness: A Hollywood tribute | | Grand Hôtel, Stockholm/ Oscarsteatern |
| 2008      | Rabalder i Ramlösa                | Adde Malmberg och Johan Schildt                                                                      | Fredriksdalsteatern                   |
| 2014      | Chicago                           | Fred Ebb, John Kander, Bob Fosse                                                                     | Stockholm Stadsteater                 |
| 2015      | Top Hat                           | Irving Berlin, Dwight Taylor, Allan Scott                                                            | Malmö Opera                           |
| 2016      | Mamma Mia! – The party            | Calle Norlén, Björn Ulvaeus och Roine Söderlundh                                                     | Restaurang Tyrol                      |
| 2017      | SPEGLING 100 år konsert           | |                                       |
| 2018      | Godspell                          | Stephen Schwartz Översättning Sven Hugo Persson                                                      | Malmö Opera                           |
| 2018      | On The Town                       | Betty Comden, Adolph Green och Leonard Bernstein                                                     | Kulturhuset Spira                     |
| 2019      | Mamma Mia the Party               | Calle Norlén, Björn Ulvaeus och Roine Söderlundh                                                     | London O2 arena                       |
| 2021      | She loves me                      | Joe Masteroff, Jerry Book och Sheldon Harnick Översättning Calle Norlén                              | Kulturhuset Spira                     |
| 2021-2023 | Mamma Mia the Party               | Calle Norlén, Björn Ulvaeus och Roine Söderlundh                                                     | Rondo                                 |
| 2022      | A Grand Finale - Tommy Körberg    | Tommy Körberg, Calle Norlén, Roine Söderlundh                                                        | Dansens Hus                           |
| 2023      | A Chorus Line                     | manus av James Kirkwood och Nicholas Dante, sångtexter av Edward Kleban och musik av Marvin Hamlisch | Stockholms stadsteater                |
| 2023      | Mamma Mia the Party               | Calle Norlén, Björn Ulvaeus och Roine Söderlundh                                                     | Restaurang Tyrol                      |
| 2023      | A show Larger than Life           | Michael Solfors, Roine Söderlundh                                                                    | Hamburger Börs                        |

## Filmografi
- 1997 – Cheek to Cheek
- 1998 – Be Quiet and Shut the Fuck Up
- 2000 – Livet är en schlager

| År   | Film                  | Regissör         | Genre                     |
| ---- | --------------------- | ---------------- | ------------------------- |
| 1999 | Där regnbågen slutar  | Richard Hoberg   | Drama musikal             |
| 2000 | Livet är en schlager  | Susanne Bier     | Drama                     |
| 2008 | Allt flyter           | Måns Herngren    | Komedi, Drama             |
| 2019 | En del av mitt hjärta | Edward af Sillén | Musikal, Romantisk komedi |

## Priser och nomineringar
| År   | Uppsättning          | Pris              | Kategori         | Resultat  |
| ---- | -------------------- | ----------------- | ---------------- | --------- |
| 1998 | West Side Story      | Guldmasken        | Bästa koreografi | Vann      |
| 2002 | Showstoppers         | Guldmasken        | Bästa koreografi | Vann      |
| 2002 | Showstoppers         | Guldmasken        | Bästa scenografi | Nominerad |
| 2002 | Lorry                | Guldmasken        | Bästa koreografi | Nominerad |
| 2003 | Pippi Långstrump     | Guldmasken        | Bästa koreografi | Nominerad |
| 2005 | Grease               | Guldmasken        | Bästa koreografi | Vann      |
| 2006 | Cabaret              | Guldmasken        | Bästa koreografi | Nominerad |
| 2007 | Singin' in the rain  | Guldmasken        | Bästa koreografi | Vann      |
| 2007 | Grease               | Guldmasken        | Bästa koreografi | Nominerad |
| 2008 | Footloose            | Guldmasken        | Bästa koreografi | Nominerad |
| 2008 | Rivierans guldgossar | Guldmasken        | Bästa koreografi | Nominerad |
| 2018 |                      | Carina Ari Medalj |                  |           |

## Podcast
| Säsong | Avsnitt  | Gäst          | Musikal                    |
| ------ | -------- | ------------- | -------------------------- |
| 1      | 1        | Sara Jangeldt | Billy Elliot               |
| 1      | 2        | Rennie Mirro  | Singin´in the rain         |
| 1      | 2, Bonus | Rennie Mirro  | Grease, Singin´in the rain |